# Triple Crown (Baseball)
Im Baseball bezeichnet die Triple Crown eine besondere Auszeichnung, die von einem Batter (Schlagmann) oder Pitcher (Werfer) errungen werden kann, indem er in einer Saison die drei wichtigsten Batting- bzw. Pitching-Statistiken der Liga anführt. Diese sind
- beim Batting: Home Runs (HR), Runs batted in (RBI; erzielte Runs, wenn der Spieler am Schlag war) und Batting Average (AVG; Schlagdurchschnitt)
- beim Pitching: Earned Run Average (ERA; durchschnittliche Punkte, die pro neun Innings an den Gegner abgegeben werden), Wins (gewonnene Spiele) und Strikeouts (K)

Die Triple Crown ist die größte Herausforderung für einen Baseballspieler und wird dementsprechend selten errungen. Die Batting-Triple-Crown gilt dabei als schwerer zu erreichen als die Pitching-Triple-Crown, zuletzt wurde sie in der Major League Baseball 2012 von Miguel Cabrera gewonnen.
In der Major League Baseball wird eine Triple Crown vergeben, wenn ein Spieler die drei Kategorien in seiner Liga, also der American oder National League, anführt. Man spricht von einer „Major League Triple Crown“, falls es einem Spieler gelingt, beide Ligen anzuführen. Dieses äußerst seltene Kunststück gelang zuletzt Miguel Cabrera 2012 im Batting und Shane Bieber 2020 im Pitching.

## Triple-Crown-Gewinner
|  | Mitglied der Baseball Hall of Fame |
|  | Spieler ist weiterhin aktiv        |

### Batting
Abkürzungen: AA = American Association, AL = American League, NL = National League, AVG = Batting Average, HR = Home Runs, RBI = Runs Batted In, 1B = First Baseman, 2B = Second Baseman, 3B = Third Baseman, LF = Left Field, CF = Center Field, RF = Right Field, OF = Out Field
| Jahr | Batter           |                    | Team                      | Liga | Position | AVG  | HR | RBI |
| ---- | ---------------- | ------------------ | ------------------------- | ---- | -------- | ---- | -- | --- |
| 1878 | Paul Hines       | Vereinigte Staaten | Providence Grays          | NL   | CF       | .358 | 4  | 50  |
| 1887 | Tip O’Neill      | Kanada             | St. Louis Brown Stockings | AA   | LF       | .435 | 14 | 123 |
| 1894 | Hugh Duffy       | Vereinigte Staaten | Boston Beaneaters         | NL   | OF       | .440 | 18 | 145 |
| 1901 | Nap Lajoie       | Vereinigte Staaten | Philadelphia Athletics    | AL   | 2B       | .426 | 14 | 125 |
| 1909 | Ty Cobb          | Vereinigte Staaten | Detroit Tigers            | AL   | RF       | .377 | 9  | 107 |
| 1922 | Rogers Hornsby   | Vereinigte Staaten | St. Louis Cardinals       | NL   | 2B       | .401 | 42 | 152 |
| 1925 | Rogers Hornsby   | Vereinigte Staaten | St. Louis Cardinals       | NL   | 2B       | .403 | 39 | 143 |
| 1933 | Jimmie Foxx      | Vereinigte Staaten | Philadelphia Athletics    | AL   | 1B       | .356 | 48 | 163 |
| 1933 | Chuck Klein      | Vereinigte Staaten | Philadelphia Phillies     | NL   | RF       | .368 | 28 | 120 |
| 1934 | Lou Gehrig       | Vereinigte Staaten | New York Yankees          | AL   | 1B       | .363 | 49 | 165 |
| 1937 | Joe Medwick      | Vereinigte Staaten | St. Louis Cardinals       | NL   | LF       | .374 | 31 | 154 |
| 1942 | Ted Williams     | Vereinigte Staaten | Boston Red Sox            | AL   | LF       | .356 | 36 | 137 |
| 1947 | Ted Williams     | Vereinigte Staaten | Boston Red Sox            | AL   | LF       | .343 | 32 | 114 |
| 1956 | Mickey Mantle    | Vereinigte Staaten | New York Yankees          | AL   | CF       | .353 | 52 | 130 |
| 1966 | Frank Robinson   | Vereinigte Staaten | Baltimore Orioles         | AL   | RF       | .316 | 49 | 122 |
| 1967 | Carl Yastrzemski | Vereinigte Staaten | Boston Red Sox            | AL   | LF       | .326 | 44 | 121 |
| 2012 | Miguel Cabrera   | Venezuela          | Detroit Tigers            | AL   | 3B       | .330 | 44 | 139 |

### Pitching
Abkürzungen: AA = American Association, AL = American League, NL = National League, ERA = Earned Run Average, W = Win, L = Loss, K = Strikeout
| Jahr | Pitcher           |                         | Team                   | Liga | ERA  | W–L   | K   |
| ---- | ----------------- | ----------------------- | ---------------------- | ---- | ---- | ----- | --- |
| 1877 | Tommy Bond        | Vereinigte Staaten      | Boston Red Stockings   | NL   | 2.11 | 40–17 | 170 |
| 1884 | Guy Hecker        | Vereinigte Staaten      | Louisville Colonels    | AA   | 1.80 | 52–20 | 385 |
| 1884 | Charles Radbourn  | Vereinigte Staaten      | Providence Grays       | NL   | 1.38 | 60–12 | 441 |
| 1888 | Tim Keefe         | Vereinigte Staaten      | New York Giants        | NL   | 1.74 | 35–12 | 335 |
| 1889 | John Clarkson     | Vereinigte Staaten      | Boston Beaneaters      | NL   | 2.73 | 49–19 | 284 |
| 1894 | Amos Rusie        | Vereinigte Staaten      | New York Giants        | NL   | 2.78 | 36–13 | 195 |
| 1901 | Cy Young          | Vereinigte Staaten      | Boston Americans       | AL   | 1.62 | 33–10 | 158 |
| 1905 | Christy Mathewson | Vereinigte Staaten      | New York Giants        | NL   | 1.27 | 31–9  | 206 |
| 1905 | Rube Waddell      | Vereinigte Staaten      | Philadelphia Athletics | AL   | 1.48 | 27–10 | 287 |
| 1908 | Christy Mathewson | Vereinigte Staaten      | New York Giants        | NL   | 1.43 | 37–9  | 259 |
| 1913 | Walter Johnson    | Vereinigte Staaten      | Washington Nationals   | AL   | 1.09 | 36–7  | 243 |
| 1915 | Pete Alexander    | Vereinigte Staaten      | Philadelphia Phillies  | NL   | 1.22 | 31–10 | 241 |
| 1916 | Pete Alexander    | Vereinigte Staaten      | Philadelphia Phillies  | NL   | 1.55 | 33–12 | 167 |
| 1918 | Walter Johnson    | Vereinigte Staaten      | Washington Nationals   | AL   | 1.27 | 23–13 | 162 |
| 1918 | Hippo Vaughn      | Vereinigte Staaten      | Chicago Cubs           | NL   | 1.74 | 22–10 | 148 |
| 1920 | Pete Alexander    | Vereinigte Staaten      | Chicago Cubs           | NL   | 1.91 | 27–14 | 173 |
| 1924 | Dazzy Vance       | Vereinigte Staaten      | Brooklyn Robins        | NL   | 2.16 | 28–6  | 262 |
| 1924 | Walter Johnson    | Vereinigte Staaten      | Washington Nationals   | AL   | 2.72 | 23–7  | 158 |
| 1930 | Lefty Grove       | Vereinigte Staaten      | Philadelphia Athletics | AL   | 2.54 | 28–5  | 209 |
| 1931 | Lefty Grove       | Vereinigte Staaten      | Philadelphia Athletics | AL   | 2.06 | 31–4  | 175 |
| 1934 | Lefty Gomez       | Vereinigte Staaten      | New York Yankees       | AL   | 2.33 | 26–5  | 158 |
| 1937 | Lefty Gomez       | Vereinigte Staaten      | New York Yankees       | AL   | 2.33 | 21–11 | 194 |
| 1939 | Bucky Walters     | Vereinigte Staaten      | Cincinnati Reds        | NL   | 2.29 | 27–11 | 137 |
| 1940 | Bob Feller        | Vereinigte Staaten      | New York Yankees       | AL   | 2.61 | 27–11 | 261 |
| 1945 | Hal Newhouser     | Vereinigte Staaten      | Detroit Tigers         | AL   | 1.81 | 25–9  | 212 |
| 1963 | Sandy Koufax      | Vereinigte Staaten      | Los Angeles Dodgers    | NL   | 1.88 | 25–5  | 306 |
| 1965 | Sandy Koufax      | Vereinigte Staaten      | Los Angeles Dodgers    | NL   | 2.04 | 26–8  | 382 |
| 1966 | Sandy Koufax      | Vereinigte Staaten      | Los Angeles Dodgers    | NL   | 1.73 | 27–9  | 317 |
| 1972 | Steve Carlton     | Vereinigte Staaten      | Philadelphia Phillies  | NL   | 1.97 | 27–10 | 310 |
| 1985 | Dwight Gooden     | Vereinigte Staaten      | New York Mets          | NL   | 1.53 | 24–4  | 268 |
| 1997 | Roger Clemens     | Vereinigte Staaten      | Toronto Blue Jays      | AL   | 2.05 | 21–7  | 292 |
| 1998 | Roger Clemens     | Vereinigte Staaten      | Toronto Blue Jays      | AL   | 2.65 | 20–6  | 271 |
| 1999 | Pedro Martínez    | Dominikanische Republik | Boston Red Sox         | AL   | 2.07 | 23–4  | 313 |
| 2002 | Randy Johnson     | Vereinigte Staaten      | Arizona Diamondbacks   | NL   | 2.32 | 24–5  | 334 |
| 2006 | Johan Santana     | Venezuela               | Minnesota Twins        | AL   | 2.77 | 19–6  | 245 |
| 2007 | Jake Peavy        | Vereinigte Staaten      | San Diego Padres       | NL   | 2.54 | 19–6  | 240 |
| 2011 | Clayton Kershaw   | Vereinigte Staaten      | Los Angeles Dodgers    | NL   | 2.28 | 21–5  | 248 |
| 2011 | Justin Verlander  | Vereinigte Staaten      | Detroit Tigers         | AL   | 2.40 | 24–5  | 250 |
| 2020 | Shane Bieber      | Vereinigte Staaten      | Cleveland Indians      | AL   | 1.63 | 8–1   | 122 |